# Matthew Ladley
Matthew Ladley (Chicago, 17 mei 1991) is een Amerikaanse snowboarder.

## Carrière
Bij zijn wereldbekerdebuut, in maart 2007 in Lake Placid, scoorde Ladley direct zijn eerste wereldbekerpunten. In februari 2011 behaalde hij in Calgary zijn eerste toptienklassering in een wereldbekerwedstrijd. Op de WSF wereldkampioenschappen snowboarden 2012 in Oslo veroverde de Amerikaan de zilveren medaille op het onderdeel halfpipe.
Tijdens de Winter X Games XX in Aspen won Ladley goud in de halfpipe. Op 6 februari 2016 boekte hij in Park City zijn eerste wereldbekerzege.

## Resultaten

### Wereldkampioenschappen
| WSF  | WSF    | WSF        |
| Jaar | Plaats | Resultaten |
| ---- | ------ | ---------- |
| 2012 | Oslo   | Halfpipe   |

### Wereldbeker
Eindklasseringen
| Seizoen   | Algm | HP  | BA  |
| --------- | ---- | --- | --- |
| 2006/2007 | 210e | 68e | –   |
| 2007/2008 | 152e | 47e | –   |
| 2008/2009 | 159e | 47e | –   |
| 2010/2011 | 33e  | 28e | 41e |
| 2012/2013 | 35e  | 21e | –   |
| 2013/2014 | 97e  | 51e | –   |
| 2014/2015 | 34e  | 9e  | –   |
| 2015/2016 |      |     |     |

Wereldbekerzeges
| Datum           | Plaats    | Onderdeel |
| --------------- | --------- | --------- |
| 6 februari 2016 | Park City | Halfpipe  |